# 中車集團
中车汽修（集团）总公司，曾是中國藍星集團及中國化工集團公司聯營公司，2000年成立，旗下上市公司有1家。其當時業務包括化工机械制造、轮胎与橡胶制品制造、汽车及零部件制造等行業，最後在2004年，已被中國化工集團公司取代，其所有業務，也相繼歸劃給中国化工装备总公司，以及中国化工橡胶总公司2家企業。
而曾持有企業包括雙喜輪胎、黃海橡膠、中车集团南京七四二五工厂、中车集团四川丹齿、华斯防腐工程、骊山汽车、三明双轮化工机械等旗下企業。